# أرلين سوندرز
أرلين سوندرز (بالإنجليزية: Arlene Saunders)‏ هي مغنية ومغنية أوبرا أمريكية، ولدت في 5 أكتوبر 1935.

## وصلات خارجية
- أرلين سوندرز على موقع IMDb (الإنجليزية)
- أرلين سوندرز على موقع ميوزك برينز (الإنجليزية)
- أرلين سوندرز على موقع ديسكوغز (الإنجليزية)
- أرلين سوندرز على موقع قاعدة بيانات الفيلم (الإنجليزية)